# جک پیکرینگ
جک پیکرینگ (به انگلیسی: Jack Pickering) بازیکن فوتبال زادهٔ ۱۸ دسامبر ۱۹۰۸ اهل انگلستان بود که سابقهٔ بازی در تیم ملی فوتبال انگلستان را در کارنامهٔ خود دارد. وی در تاریخ ۱ آوریل ۱۹۳۳ تنها بازی ملی خود را در مقابل تیم ملی فوتبال اسکاتلند انجام داد.